# R'janitchino
R'janitchino (en macédonien Р’жаничино) est un village du nord de la Macédoine du Nord, situé dans la municipalité de Petrovec et à quinze kilomètres de Skopje. Le village comptait 855 habitants en 2002.

## Démographie
Lors du recensement de 2002, le village comptait :
- Macédoniens : 628
- Bosniaques : 137
- Serbes : 45
- Albanais : 32
- Autres : 13